# Studzieniec (przystanek kolejowy)
Studzieniec – przystanek osobowy w Studzieńcu na linii kolejowej nr 38, w województwie warmińsko-mazurskim, w powiecie kętrzyńskim, w Polsce.